# Quantidade de substância
Nas ciências físicas, a quantidade de substância, ou ainda quantidade química ou quantidade de matéria, denotada pela letra n, é uma grandeza física que mede a quantidade de entidades elementares presentes em uma dada amostra ou sistema. As entidades elementares podem ser átomos, moléculas, íons, elétrons ou partículas, dependendo do contexto. O Sistema Internacional de Unidades define a quantidade de substância como sendo proporcional ao número de entidades elementares presentes. 

## Definição
A definição atual de mol, que entrou em vigor a partir do dia 20 de maio de 2019, diz que:
| “ | O mol, símbolo mol, é a unidade do SI de quantidade de substância. Um mol contém exatamente 6,02214076 × 1023 entidades elementares. Este número é o valor numérico fixado para a constante de Avogadro, NA, quando expresso em mol–1, e é chamado de número de Avogadro. A quantidade de substância, símbolo n, de um sistema, é uma medida do número entidades elementares especificadas. Uma entidade elementar pode ser um átomo, uma molécula, um íon, um elétron, qualquer outra partícula ou grupo de partículas especificado. | ” |

A quantidade de substância aparece em relações termodinâmicas como a lei dos gases ideais e em relações estequiométricas, como na lei das proporções múltiplas. A única outra unidade de quantidade de substância actualmente em uso é a libra mol (símbolo: lb-mol), por vezes usada em engenharia química nos Estados Unidos, 1 lb-mol ≡ 453,59237 mol.

## Terminologia
Para mensurar a quantidade de substância, é necessário especificar a entidade elementar envolvida, a não ser que não haja risco de ambiguidade. Uma mole de cloro, por exemplo, pode referir-se tanto a 1 mol de átomos de cloro (Cl) como também um mol de moléculas do gás cloro (Cl2). A forma mais simples de evitar ambiguidades é substituir o termo "matéria" ou "substância" pelo nome da entidade e/ou citar a sua fórmula empírica. Por exemplo: a quantidade de clorofórmio, CHCl3, a quantidade de sódio, Na, a quantidade de hidrogênio (átomos), H, e n(C2H4).